# Beta lanac
Beta lanac je strukturna jedinica proteinske beta ravni. On je izduženi segment polipeptidnog lanca tipično 3 do 10 aminokiselina dug, koji formira vodonične veze sa drugim beta lancima u istoj beta ravni.